# Jon Rauch
Pour les articles homonymes, voir Rauch.
Jon Erich Rauch (né le 27 septembre 1978 à Louisville, Kentucky, États-Unis) est un ancien joueur de la Ligue majeure de baseball. 
Ce lanceur droitier est à 2,11 mètres (6 pieds 11 pouces) le joueur de plus grande taille dans les Ligues majeures. Non seulement Jon Rauch est depuis le 2 avril 2002 le joueur de plus grande taille à avoir joué dans la Ligue américaine et en Ligue majeure de baseball, il est aussi depuis 2004 le plus grand joueur à avoir évolué dans la Ligue nationale et le plus grand joueur à avoir frappé un coup de circuit (frappé le 13 août 2004 aux dépens de Roger Clemens des Astros de Houston). Il dispute la dernière de ses 11 saisons en 2013.

## Carrière

### Avant 2002
Après avoir évolué pour l'université Morehead State, il est sélectionné par les White Sox de Chicago au troisième tour du repêchage amateur de 1999. Sélectionné en équipe des États-Unis, il remporte la médaille d'or en baseball aux Jeux olympiques de Sydney, en 2000.

### 2002-2005
Après deux saisons en Ligues mineures, il fait ses débuts dans les Ligues majeures dans l'uniforme des Sox le 2 avril 2002.
Rauch connait des débuts difficiles, sa moyenne en huit présences (dont six départs) s'élevant en 2002 à 6,59 points mérités par partie. Pour cette raison, il évolue au niveau AAA, dans les ligues mineures, durant toute la saison 2003, ce qui lui permet de revenir avec Chicago en 2004. Cependant, sa moyenne de points mérités s'éleve rapidement à 6,23, et les White Sox l'échangent en juillet 2004 aux Expos de Montréal, en retour du releveur des ligues mineures Gary Majewski et de Carl Everett. Malgré une deuxième moitié de saison respectable dans la Ligue nationale, Rauch est à nouveau rétrogradé aux mineures.
Jon Rauch revient dans les majeures en 2005, après que les Expos ont déménagé à Washington, où ils deviennent les Nationals. Il termine l'année 2005 avec le grand club. Son dossier est de 2-4 avec une moyenne de 3,60.

### 2006-2007
Rauch apparait dans 85 matchs en 2006, le second plus haut total de la Nationale. Sa fiche est de 4-5, avec une moyenne de 3,35 points mérités par partie.
En 2007, toujours chez les Nationals, le droitier domine l'équipe avec 8 victoires, chose plutôt rare pour un lanceur de relève. Sa fiche est de 8-4, avec 4 sauvetages et une moyenne de 3,61. Il est le lanceur le plus souvent utilisé dans les Majeures en 2007, étant appelé à participer à 88 parties.

### Depuis 2008
Le 22 juillet 2008, les Nationals l'échangent aux Diamondbacks de l'Arizona en retour du joueur de deuxième but Emilio Bonifacio. 
Le 28 août 2009, les Diamondbacks cèdent Rauch aux Twins du Minnesota. Il enregistre cinq victoires en six décisions et maintient une moyenne de points mérités d'à peine 1,72 en fin d'année pour Minnesota, complétant sa saison 2009 avec un dossier de 7-3, une moyenne de 3,60 et deux sauvetages. En éliminatoires, il lance dans les trois parties de Série de division opposant les Twins aux Yankees de New York, mais Minnesota subit l'élimination. Il s'agissait d'une première présence en matchs d'après-saison pour Rauch.
En 2010, les Twins perdent les services de leur stoppeur des années précédentes, Joe Nathan, qui se blesse au printemps et ne peut jouer de toute la saison. Rauch prend la relève dans le rôle occupé par Nathan et accumule 21 sauvetages durant l'année, un nouveau sommet personnel pour lui. En fin de saison, il partage la fonction avec Matt Capps, acquis des Nationals de Washington à la date limite des transactions. Rauch lance une manche et deux tiers sans accorder de point aux Yankees en Série de division 2010, sans grand impact puisque les Twins perdent les trois affrontements contre leurs rivaux.
Jon Rauch devient joueur autonome en novembre 2010. Le 17 janvier 2011, il rejoint les Blue Jays de Toronto. Le club lui offre 3,5 millions de dollars US pour la saison 2011 ainsi que 3,75 millions additionnels s'ils se prévalent d'une option sur son contrat en 2012.
En décembre 2011, il signe un contrat de 3,5 millions de dollars pour un an avec les Mets de New York. Sa moyenne de points mérités s'élève à 3,59 en 57 manches et deux tiers lancées lors de 73 sorties pour les Mets à sa seule saison à New York. Il réussit quatre sauvetages mais est crédité de sept défaites contre trois victoires. 
Le 5 février 2013, il signe un contrat d'un an avec les Marlins de Miami. Il ne fait que 15 apparitions au monticule pour cette équipe et accorde 14 points mérités en 16 manches et deux tiers, pour une moyenne de 7,56 avec une victoire et deux défaites. Libéré par les Marlins à la fin mai, il rejoint les Orioles de Baltimore mais ne joue que quelques parties en ligues mineures avec leur club-école de Norfolk avant d'être de nouveau libéré, début juillet.
En janvier 2014, Rauch signe un contrat des ligues mineures avec les Royals de Kansas City mais n'effectue pas de retour dans les majeures.